# NGC 4778
NGC 4778 este o brightest cluster galaxy⁠(d) situată în constelația Fecioara. A fost descoperită în 25 martie 1786 de către John Herschel. Se află la o distanță de 61,5 de megaparseci de Pământ.